# 天主教金斯頓總教區 (牙買加)
天主教金斯頓總教區（拉丁語：Archidioecesis Regiopolitanus in Iamaica）是羅馬天主教在牙買加一個教省總教區，下轄三個教區、一個自治傳教區。
總教區包括牙買加東部五個區。2006年有教友56,200人，佔轄區總人口4.0%。教區下轄卅二個堂區，有五十七名司鐸。現任教區總主教為加祿·亨利·杜福。
1837年1月10日成立牙買加宗座代牧區，1956年2月29日升為教區。1967年9月14日升為總教區。